# Guguan
Guguan es una isla deshabitada perteneciente a las Islas Marianas del Norte en el océano Pacífico que se encuentra a 30 millas náuticas (56 km) al sur de Alamagan, 250 millas náuticas (463 km) al norte de Saipán, y está a 67 millas náuticas (124 km) al noreste de Sarigan.

## Historia
Fue descubierta en 1668 por el misionero español Diego Luis de San Vitores, quien la cartografió como San Felipe. Es probable que haya sido visitada previamente en 1522 por el marinero español Gonzalo de Vigo, desertor de la expedición de Magallanes en 1521, y que estuvo viviendo durante cuatro años con los indígenas de las Islas Marianas. Deshabitada en ese momento, a diferencia de otras islas en las Marianas, nunca fue colonizada. 
Al igual que las otras islas Marianas del Norte, Guguan fue vendida por España al Imperio alemán en 1899, y administrada como parte de la Nueva Guinea Alemana. De 1909 a 1912, la isla fue arrendada a una empresa japonesa, que envió cazadores a recolectar plumas de aves para la industria europea de sombreros.
Durante la Primera Guerra Mundial, Guguan quedó bajo el control del Imperio del Japón y posteriormente fue administrada como Mandato de los Mares del Sur. Después de la Segunda Guerra Mundial, la isla quedó bajo el control de los Estados Unidos y fue administrada como parte del Territorio en Fideicomiso de las Islas del Pacífico. Desde 1978, la isla forma parte del Municipio de las Islas del Norte de la Mancomunidad de las Islas Marianas del Norte.

## Geografía
Guguan tiene una forma aproximadamente circular, con una longitud de 2,8 km, una anchura de 2,3 km y una superficie de 3,87 km². La isla consta de dos estratovolcanes; el volcán situado al sur de los cuales tiene una altura de 287 m sobre el nivel del mar, y el situado al norte 263 m. La única erupción registrada fue alrededor de 1883, desde el volcán norte, que produjo flujos piroclásticos, así como flujos de lava que llegaron a la costa. 
La costa de la isla está bordeada por escarpadas rocas basálticas con frontones de altas crestas que contienen profundas gargantas erosionadas por la lluvia.

## Medio ambiente
A principios de los años 1980, Guguan fue declarada reserva natural por la Mancomunidad de las Islas Marianas del Norte. Nunca ha sido poblada permanentemente por personas humanas y está libre de especies como camellos, gatos, pollos, conejos, perros, cabras o cerdos. 
Entre la fauna salvaje intacta se encuentra el raro megapodo de Micronesia Megapodius laperouse, que solo se puede encontrar en las Islas Marianas del Norte y las Islas Palaos. La isla ha sido reconocida como Área Importante para las Aves (IBA) por BirdLife International ya que, además de las poblaciones de megapodos de Micronesia, hay palomas terrestres de garganta blanca, charranes fuliginosos, charranes de lomo gris, myzomelas de Micronesia y estorninos de Micronesia.[5]